# Герб Балея
Герб города Балей Забайкальского края Российской Федерации — официальный символ муниципального образования.
Герб утверждён Решением № 194 исполнительного комитета Балейского городского Совета народных депутатов 26 апреля 1990 года.

## Описание и обоснование символики
В золотом поле зелёный щиток в котором накрест положены кайла и перфоратор, сопровождённые внизу рассечённым на чёрное и белое безантом (знак золота). Щиток обрамлён золотыми колосьями, обвитыми золотою же лентою и увенчан трёхзубою башенной короною. Глава червлёная с золотой надписью «БАЛЕЙ».
За основу автором был взят герб Читы. Герб представлен в прямоугольной форме, в верхней его части на красном фоне золотом написано „БАЛЕЙ“. Красный цвет — знамя революционного народа, золото — золото Балея.
На тёмно-жёлтом фоне изображены колосья, обвитые золотой лентой, символизирующие нерушимый союз города и деревни. Под подписью „БАЛЕЙ“ изображена кирпичная кладка — символ защищённости города. В центре изображён прямоугольник, идентичный форме герба, зелёного цвета, олицетворяющий природные богатства нашего края, в центре зелёного прямоугольника — символы орудия производства: кайла и перфоратор, которые характеризуют исторический путь, пройденный нашим Балеем.
Ниже изображён геологический знак золота, выражающий основное производство города.
Герб города символизирует его развитую золотодобывающую промышленность (промысел «Балейзолото» основан в 1929 году).

## История герба
Автор герба — Владимир Коньков, художник-оформитель Балейской геологоразведочной экспедиции.
Герб имеет ряд геральдических ошибок, в частности, нарушено основное правило геральдики — правило тинктур.
Герб в Государственный геральдический регистр Российской Федерации не внесён.